# Göran Lassbo
Karl Göran Lassbo, född 17 april 1946 i Stockholm, är en svensk professor emeritus i utbildningsvetenskap.
Göran Lassbo växte upp i Västerås. Han disputerade på en avhandling om socialisation i olika familjetyper 1988 vid Göteborgs universitet. Han blev senare professor i utbildningsvetenskap vid Högskolan Väst. Han var sommarpratare i P4 Väst 2011.
Han är omgift med Carina Ahrle (född 1941).